# Nancy Arendt
Nancy Arendt (ur. 22 maja 1969 w Esch-sur-Alzette) – luksemburska polityk i sportowiec, uczestniczka letnich igrzysk olimpijskich, działaczka Chrześcijańsko-Społecznej Partii Ludowej (CSV), deputowana.

## Życiorys
Uprawiała pływanie, a także triathlon. Dwukrotnie brała udział w letnich igrzyskach olimpijskich. W Seulu w 1988 startowała na 100 m i na 200 m stylem klasycznym. W Sydney w 2000 zajęła 10. miejsce w triathlonie. Sześciokrotnie (1987, 1989, 1995, 1996, 1997, 2000) otrzymywała nagrodę Trophée de la Meilleure Sportive, przyznawaną dla najpopularniejszej kobiety sportowca w Luksemburgu.
W latach 1988–1991 studiowała na University of Miami. Od 1992 pracowała jako szkoleniowiec. W 2008 została prezesem luksemburskiej federacji pływactwa i ratownictwa.
W 1993 dołączyła do luksemburskich chadeków. W latach 1996–1999 po raz pierwszy sprawowała mandat posłanki do Izby Deputowanych. Powróciła do niej w toku kolejnej kadencji w 2003. Od tego czasu z powodzeniem ubiegała się już o reelekcję w wyborach w 2004, 2009, 2013, 2018 i 2023.